# 1933 en littérature
| Années de la littérature : 1930 - 1931 - 1932 - 1933 - 1934 - 1935 - 1936    |
| Décennies de la littérature : 1900 - 1910 - 1920 - 1930 - 1940 - 1950 - 1960 |

Cet article présente les faits marquants de l'année 1933 en littérature.

## Événements
- 28 février : Départ d’Allemagne de Thomas Mann et de Bertolt Brecht qui fuient le régime nazi.
- 23 avril : Liste des auteurs interdits de publication et de diffusion en Allemagne, dont Brecht, Alfred Döblin et Stefan Zweig.
- 27 mai : Le philosophe Martin Heidegger apporte son soutien au régime nazi.
- 1er juin : Minotaure, revue artistique éditée par Albert Skira.
- Septembre : Joseph Goebbels regroupe l’ensemble des arts et de la propagande au sein d’une chambre de culture (RKK).
- 2 novembre : Elisabeth Foerster-Nietzsche, sœur de Friedrich Nietzsche, reçoit Hitler et « témoigne » de l’antisémitisme du philosophe.
- François Mauriac entre à l’Académie française.

## Parutions

### Biographies et souvenirs
1. Honoré de Balzac (1799-1850) : Lettres à l’étrangère, tome III, (1844-1846).

### Essais
- Février : Un barbare en Asie, carnet de voyage d’Henri Michaux.
- Caça Grande e Senzala, du sociologue Gilberto Freyre, qui montre que l’originalité du Brésil vient de la rencontre de trois cultures, blanche, noire et indienne.
- Horizon perdu, livre de James Hilton.
- Le révolutionnaire russe Léon Trotsky publie La Révolution russe.

### Romans
- Colette, La Chatte.
- Georges Duhamel, Le Notaire du Havre, premier tome de la Chronique des Pasquier.
- Joseph Malègue, Augustin ou Le Maître est là.
- André Malraux, La Condition humaine (Prix Goncourt).
- Raymond Queneau, Le Chiendent.
- Georges Simenon, Les Fiançailles de monsieur Hire, Les Gens d'en face.
- Heinrich Mann, La Haine.
- George Orwell, Down and Out in Paris and London.
- Ivar Lo-Johansson (Suède), Godnatt, jorg (Bonsoir, la Terre).
- Erskine Caldwell, Le Petit Arpent du Bon Dieu.
- Gertrude Stein, Autobiographie d'Alice G. Toklas.
- Claude-Henri Grignon, Un homme et son péché.
- H. G. Wells, The Shape of Things to Come (roman d'anticipation).

### Poésie
- Yéghiché Tcharents, (Arménie), Le livre du chemin.

## Théâtre
- 27 février : Jean Giraudoux, Intermezzo
- 5 mars : Les Noces de sang, pièce de Federico Garcia Lorca.
- 7 juin : Les Sept Péchés capitaux des petits bourgeois, pièce de Bertolt Brecht.

## Prix littéraires et récompenses
- 1er novembre : Premier Prix Albert-Londres décerné à Émile Condroyer.
- Prix Nobel de littérature : Ivan Bounine.
- Prix de littérature spiritualiste : Augustin ou le Maître est là de Joseph Malègue
- Grand prix du roman de l'Académie française : Mademoiselle de Bois-Dauphin de Roger Chauviré
- Prix Renaudot : Le roi dort de Charles Braibant
- Prix Goncourt : La Condition humaine d'André Malraux.
- Prix des Deux Magots : Le Chiendent de Raymond Queneau. C'est le tout premier prix des Deux Magots.
- Prix Interallié : L'Homme du Brésil de Robert Bourget-Pailleron

## Principales naissances
- 9 janvier : Sonia Garmers, écrivaine néerlandaise († 18 mars 2025).
- 17 mai : Jean Vautrin, écrivain français († 16 juin 2015).
- 26 mai : Edward Whittemore, écrivain américain de science-fiction, († 3 août 1995).
- 3 juin : Andreï Sergueïev, écrivain russe, († 27 novembre 1998).
- 8 juin : Jeannine Dion-Guérin, poétesse française († 13 juin 2025).
- 2 août : Michel del Castillo, écrivain français.
- 1er septembre : Christian Bachelin, poète et écrivain français († 29 août 2014).
- 28 septembre : Edgardo Rivera Martínez, écrivain péruvien ;
- 25 décembre : François de Closets, journaliste et écrivain français.

Date indéterminée
- Jacques Brault, poète québécois

## Principaux décès
- 30 janvier : John Galsworthy, auteur de la Saga des Forsyte, prix Nobel de littérature en 1932.
- 30 avril : Anna de Noailles, romancière française d'origine roumaine (° 15 novembre 1876).
- 14 juillet : Raymond Roussel, dramaturge et poète français (° 20 janvier 1877).
- 15 octobre : Inazō Nitobe, écrivain japonais, 71 ans.
- 26 novembre : Firmin Gémier, fondateur du TNP. Mort de l’écrivain (31/01)..
- 26 décembre : Eduard Vilde, écrivain estonien (° 4 mars 1865).